# Valdalssjön och Hagens småvatten
Valdalssjön och Hagens småvatten este o arie protejată (arie specială de conservare — SAC, sit de importanță comunitară — SCI) din Suedia întinsă pe o suprafață de 3,9 ha, integral pe uscat.

## Localizare
Centrul sitului Valdalssjön och Hagens småvatten este situat la coordonatele 58°12′45″N 12°06′06″E / 58.2125°N 12.1018°E.

## Înființare
Situl Valdalssjön och Hagens småvatten a fost declarat sit de importanță comunitară în iunie 2001 pentru a proteja un număr necunoscut de specii din flora spontană și fauna sălbatică aflate în arealul zonei. Situl a fost protejat și ca arie specială de conservare în martie 2011.

## Biodiversitate
Situată în ecoregiunea boreală, aria protejată conține 1 habitat natural: Mlaștini calcaroase cu Cladium mariscus și specii de Caricion davallianae.
La baza desemnării sitului se află un număr nedeclarat de specii protejate.